# Recy

Recy este o comună în departamentul Marne, Franța. În 2009 avea o populație de 1,040 de locuitori.